# New Orleans, Louisiana
New Orleans (francuski: La Nouvelle-Orléans) je važan američki lučki grad i u prošlosti najveći grad u saveznoj državi Louisiani. Nalazi se u jugoistočnom dijelu Louisiane uzduž rijeke Mississippi i južno od jezera Pontchartrain. New Orleans je i jedan od najstarijih gradova u SAD-u, a osnovali su ga Francuzi 1718. i nazvali u čast Filipa II., vojvode od Orléansa, tadašnjeg vladara Francuske.
New Orleans je poznat po multikulturalnoj baštini (naročito pod francuskim, španjolskim i afroameričkim utjecajem) kao i svojoj glazbi te kuhinji. Grad je svjetski poznato turističko odredište zahvaljujući mnogim festivalima i proslavama.
Prema popisu stanovništva iz 2000., New Orleans je imao 484.674 stanovnika i bio najveći grad u saveznoj državi Louisiani, a njegovo šire metropolitansko područje nastanjivalo je 1,337.726 stanovnika. U kolovozu 2005., nakon što je stanovništvo grada evakuirano, a on uništio ga uragan Katrina, populacija se značajno smanjila i većina stanovnika odlučila je potražiti privremeno sklonište negdje drugdje ili se za stalno odseliti iz grada. Prema procjenama s kraja 2005., u gradu živi manje od 150.000 ljudi.

## Povijest
Prije doseljenja Europljana su na prostoru New Orleansa živjeli Indijanci iz plemena Chitimacha. Grad New Orleans su osnovali Francuzi 7. svibnja 1718. Grad je osnovao Jean-Baptiste Le Moyne de Bienville, direktor francuske kompanije za istraživanje i kolonizaciju doline Mississippija. Osnovan je kao trgovačka postaja na ušću rijeke. Nazvan je po Filipu II., vojvodi od francuskog grada Orléansa. Od 1723. je glavni grad francuske kolonije Louisiane.
Godine 1763. je Sporazumom u Parizu grad pripao Španjolskoj i bio pod španjolskom vlašću do 1801. kad je vraćen Francuskoj i postao dio kolonije Louisiane. Godine 1803. Napoleon je Louisianu prodao SAD-u. Od 1812. je organizirana američka savezna država Louisiana. Grad je pod američkom vlašću brzo rastao. Bio je centar uzgoja pamuka i šećerne trske u okolici. U grad se naselilo mnogo doseljenika s Haitija gdje je 1804. izbila revolucija. Tijekom Američko-britanskog rata je 1815. vođena Bitka kod New Orleanska u kojoj su Amerikanci pobijedili i potjerali Britance iz Louisiane. Američke snage je vodio Andrew Jackson, kasniji predsjednik SAD-a.
Stanovništvo grada se udvostručilo do 1840. New Orleans se razvio kao značajna trgovačka postaja, posebno za trgovinu robovima na jugu SAD-a. Tijekom građanskog rata su sjevernjačke snage brzo zauzele grad, te nije jako nastradao.
Grad se dalje razvijao, ali je njegovo širenje ograničavao zemljopisni položaj između rijeke Mississippi i jezera Pontchartrain te mnogo močvarnog zemljišta u okolici. Inženjer Baldwin Wood je početkom 20. st. osmislio sistem odvodnjavanja močvarnog zemljišta što je omogućilo daljnji razvoj grada. Oko grada su sagrađeni brojni nasipi i sistem pumpi koji grad štite od poplava. 1965. je grad pogodio uragan Betsy, a 1995. jaka poplava uzrokovana obilnim kišama.

## Uragan Katrina
Katrina je bio jedan od najjačih uragana u povijesti. Dana 26. kolovoza 2005. je pogodio obalu Louisiane i njegovo središte je prošlo upravo u blizini New Orleansa. Grad su pogodili vjetrovi brzine preko 250 km/h i izrazito obilne padaline, što je uzrokovalo rušenje brane prema Mississippiju i jezeru Pontchartrain. Posljedica toga je da je grad bio poplavljen, a visina vode je ponegdje dosezala preko 9 m. Prema službenim podacima je u uraganu poginulo 1836 stanovnika grada. U grad su iz okolnih močvara ušli krokodili i ostale divlje životinje. Gradom su počele harati bande pljačkaša. U takvim uvjetima se nije moglo dalje živjeti, te je naređena masovna evakuacija grada.
Dodatan problem je da grad leži ispod morske razine, pa se voda nije mogla prirodnim putem povući. Zbog toga su bili potrebni mjeseci da se obnove okolne brane i ispumpa voda iz grada. Obnova grada teče vrlo sporo i stanovnici se polagano vraćaju. Smatra se da će grad vrlo teško u bliskoj budućnosti dostići broj stanovnika od prije uragana.

## Zemljopis
New Orleans se nalazi na jugu SAD-a. Smješten je u delti rijeke Mississippi na prevlaci između rijeke i jezera Pontchartrain. Položaj na ušću plovne rijeke Mississippi ima veliko značenje za trgovački razvoj grada. Velik dio grada se nalazi ispod morske razine. Oko grada ima mnogo močvara i riječnih rukavaca.
Klima je vlažna suptropska s blagim zimama i vrućim ljetima. Količina padalina je visoka cijele godine. Tijekom ljeta je grad izložen uraganima jer se nalazi na glavnoj putanji uragana koji nastaju iznad vrućeg srednjeg Atlantika i preko Karipskog mora udaraju u obalu Sjeverne Amerike. U tom prostoru prolazi najviše uragana na svijetu.

## Gospodarstvo
New Orleans je važan lučki grad zbog svojeg položaja u blizini Meksičkog zaljeva i uzduž rijeke Mississippi te je glavno središte za uvoz dobara koja dolaze iz Latinske Amerike. Industrija nafte također ima veliku važnost za gospodarstvo grada, a u zaljevu se nalaze brojne naftne platforme. New Orleans je i najveća američka luka za uvoz proizvoda poput gume, cementa i kave. Luka Port of South Louisiana bazirana u New Orleansu je prema kapacitetu peta najveća luka na svijetu.

## Znamenitosti
Najpoznatiji je stari kolonijalni dio grada nazvan Francuska četvrt. Tamo se nalaze mnoge autentične kolonijalne građevine. Unutar Francuske četvrti je katedrala sv. Louisa. Najpoznatija ulica Francuske četvrti je Bourbon Street s brojnim ugostiteljskim objektima.
Novi dio grada ima mnogo nebodera i poslovnih zgrada. Značajan je Svjetski trgovački centar i toranj Plaza.
U New Orleansu se održava najpoznatiji američki karneval nazvan Mardi gras. U njemu je nastala jazz glazba te je poznat po brojnim festivalima jazza.

## Vanjske poveznice
- Službene stranice grada  Arhivirana inačica izvorne stranice od 8. studenoga 2005. (Wayback Machine)